# وصلة ترابطية

مثال لوصلة ترابطية يمر من فوقها مؤشر فأرة

الوصلة الترابطية (بالإنجليزية: Hyperlink)‏ هو عنصر في مستند أو وثيقة إلكترونية يقود إلى قسم آخر في نفس المستند، أو يقود إلى مستند آخر، أو إلى قسم معين في مستند آخر. وهذا يجلب المعلومة المشار إليها للمستخدم عندما يختار المستخدم هذا العنصر التصفحي. الاستعمال الأكثر شيوعًا للوصلات الترابطية يكون في تصفح صفحات الوب، تعتبر الوصلات الترابطية أساس النص الترابطي.

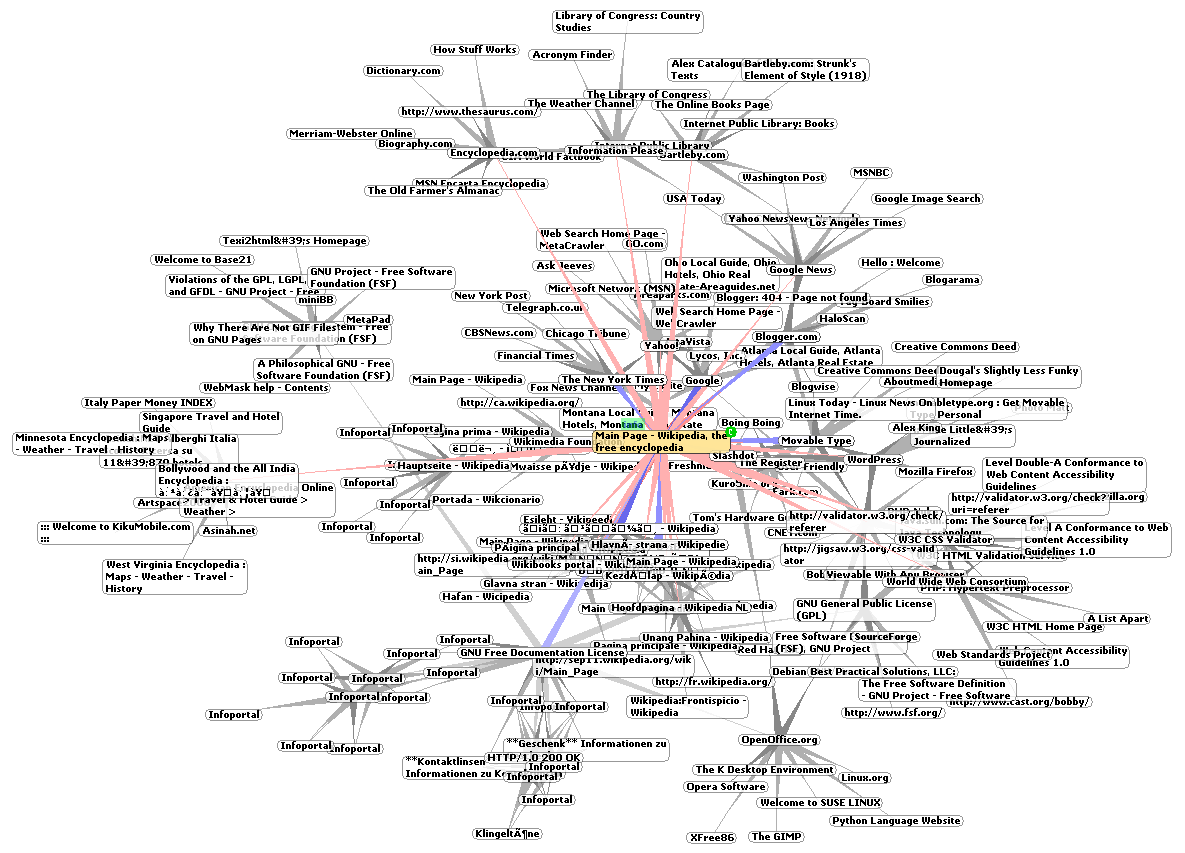
الوصلات الترابطية

في مجال الحوسبة، الوصلة الترابطية هو إشارة إلى وثيقة يمكن للقارئ أن يتبعها مباشرة. النقاط المرجعية إلى وثيقة أخرى أو إلى عنصر معين ضمن مستند. النص الترابطي هو النص مع الوصلات الترابطية. النص من هذا القبيل عادة يعرض بجهاز الكمبيوتر. وهناك نظام البرمجيات للعرض وخلق النص الترابطي وهو نظام النص الترابطي.
للوصلة الترابطية مرساة، وهو موقع من خلال وثيقة الوصلة الترابطية التي يمكن اتباعها؛ تلك الوثيقة معروفة باسم وثيقة المصدر. هدف الوصلة الترابطية هو الوثيقة، أو أي مكان داخل الوثيقة، يؤدي إلى الوصلة الترابطية. يمكن للمستخدم ان يتبع الوصلة من خلال تفعيله بطريقة ما (في كثير من الأحيان، عن طريق لمس أو النقر على الوصلة).
على سبيل المثال الأكثر شيوعا للنص الترابطي اليوم هو على شبكة عنكبوتية عالمية: صفحات الويب التي تحتوي على وصلات إلى صفحات الويب. على سبيل المثال، في إشارة إلى العمل على الإنترنت مثل ويكيبيديا، العديد من الكلمات والمصطلحات الواردة في النص هي ترابطيا إلى تعاريف هذه المصطلحات. الترابطية غالبا ما تستخدم لتنفيذ آليات الرجوع التي سبقت الكمبيوتر، مثل جداول المحتويات، والهوامش، والفهارس، وصلات الترابطية أيضا فهارس اتصال جيد.
في بعض النظم النص الترابطي، الوصلات الترابطية ويمكن أن تكون ثنائية الاتجاه: أنها يمكن اتباعها في اتجاهين، وذلك على حد سواء تكون بمثابة نقطة المراسي وكأهداف. مزيد من الترتيبات المعقدة موجودة، مثل رابطة كثير إلى كثير.
ان تاثير اتباع رابط ترابطيقد يختلف مع النظام النص الترابطي وأحيانا على الوصلة في حد ذاته، على سبيل المثال، على شبكة ويب العالمية، معظم الوصلات الترابطية تتسبب في أن تحل الوثيقة المستهدفة محل وثيقة يتم عرضها، ولكن بعضها معلمة لتفتح الوثيقة المستهدفة في نافذة جديدة.

## أنواع الوصلات

### جزء لا يتجزأ من الوصلة
مثال: كلمة الحوسبة الموجودة في أول النص لها صلة مضمنة في كائن النص إذا تم النقر على الكلمة، سوف تنقل المتصفح إلى صفحة مختلفة.

### مضمنة وصلة
ويعرض الربط الساخن المضمن المحتوى البعيد دون الحاجة لتضمين المحتوى. ويمكن أن يكون الوصول إلى المحتوى البعيد مع أو من دون اختيار المستخدم الوصلة. مضمنة الوصلات قد يعرض أجزاء معينة من المحتوى (صورة مصغرة على سبيل المثال، انخفاض قرار المعاينة، اقتصاص المقاطع، تضخيم المقاطع، ووصف النص، الخ) والوصول إلى أجزاء أخرى أو المحتوى الكامل عند الحاجة، كما هو الحال مع برنامج الطباعة ونشر مكتبي. هذا يسمح للملف الأصغر حجما وأسرع استجابة للتغيير عندما يكون ليس هناك حاجة لمحتوى الوصلة كامل، كما هو الحال عند إعادة ترتيب وتخطيط الصفحة.

### المنطقة الساخنة
المنطقة الساخنة (صورة الخريطة في أتش تي أم أل) وهي منطقة غير مرئية على الشاشة التي تغطي علامة النص أو الصور الرسومية. والوصف التقني لمنطقة ساخنة هي قائمة الإحداثيات المرتبطة بمنطقة معينة على الشاشة من أجل خلق رابط المناطق من الصورة إلى وجهات مختلفة، عبر تعطيل الربط بين الفضاء السلبية حول الأشكال غير النظامية، أو عن طريق تمكين ربط المناطق غير مرئية. على سبيل المثال، الخريطة السياسية ل أفريقيا يملك كل بلد غير منتظم الشكل رابط ترابطيلمزيد من المعلومات حول هذا البلد. وهناك منطقة ساخنة منفصلة غير مرئية هي واجهة تسمح لمبادلة جلود أو تسميات داخل المناطق الساخنة المرتبطة دون تضمين المتكرر للوصلات في مختلف عناصر الجلد.

### الوصول العشوائي
الوصول العشوائي هي الوصلات التي تربط بين البيانات التي تم استردادها من قاعدة بيانات أو الحاويات المتغيرة في البرنامج عند الدالة يتم استرجاعها من تفاعل المستخدم (على سبيل المثال القائمة المتغيرة من عنوان الكتاب) أو العملية غير التبادلية (على سبيل المثال العشوائية، محسوبة).

### الوصول إلى الأجهزة
ورابط الوصول إلى الأجهزة هو الوصلة التي ينشط مباشرة عن طريق وسائل الإدخال (لوحة المفاتيح على سبيل المثال، ميكروفون، وجهاز التحكم عن بعد) من دون الحاجة أو استخدام واجهة مستخدم رسومية.

## الوصلات الترابطية في مختلف التكنولوجيات

### ترابطية في لغة رقم النص الترابطي
تيم بيرنرز لي رأى إمكانية استخدام وصلات الربط بين أي وحدة للمعلومات إلى أي وحدة أخرى للمعلومات عبر شبكة الإنترنت. لذا الوصلات الترابطية مكملة إلى إنشاء شبكة ويب عنكبوتيه عالمية. صفحات ويب هي مكتوبة في لغة رقم النص الترابطي.
تحدد الوصلات في لغة رقم النص الترابطي. باستخدام العنصر<a>.
لرؤية لغة رقم النص الترابطي المستخدمة لإنشاء صفحة، ومعظم المتصفحات تقدم خيار «عرض مصدر الصفحة».
تدرج في الشيفرة تعبيرا في شكل رمز "<a"المرجع"href=" رابط">" الذي يمثل بداية المرساة، متبوعابنص بارز "</a>" رمز تبين في نهاية مرساة المصدر. وعنصر <a> يمكن أن تستخدم أيضا للدلالة على الهدف المتمثل في وجود صلة.

### الوصلة X: الوصلات الترابطية في XML
المنظمة W3C أي رابطة الشبكة العالمية المسماة الوصلة X تصف الترابطية التي توفر قدرا أكبر بكثير من وظيفة من تلك التي عرضت في أتش تي أم أل (لغة ترميز النص الترابطي). هذه الوصلات الممتدة يمكن ان تكون متعددة الاتجاهات، وربط من داخل، وبين الوثائق XML.. ويصف التقرير أيضا وصلات بسيطة، وهي أحادية الاتجاه، وبالتالي لا توفر وظائف أكثر من الوصلات الترابطية في لغة رقم النص الترابطي (html).

### الوصلات الترابطية الموجودة في غيرها من التقانات
ترابطية تستخدم في نظام غوفر، ويكي، والبريد إلكتروني، ومحرر نصوص، ونسق المستندات المنقولة، وجداول ممتدة، وأبل الكرت الترابطي وأماكن أخرى كثيرة.

## كيفية عمل وصلات في لغة رقم النص الترابطي
الوصلة لها نهايتين، تدعا المراسي، واتجاه الوصلة يبدأ في مرساة مصدر ويشير إلى مرساة الوجهة. وصلة من مجال واحد إلى آخر هو ان تكون صادرة من مصدر رئيسي واردة إلى هدفها.
والأكثر شيوعا مقصد رئيسي هو عنوان إنترنت المستخدم في الشبكة العالمية. هذا يمكن أن يشير إلى وثيقة، على سبيل المثال صفحة ويب، أو الموارد الأخرى، أو لشغل مكان في إحدى صفحات الويب. هذا الأخير يتحقق من خلال عنصر لغة رقم النص الترابطي مع سمة«اسم» أو «الهوية» في هذا المكان من وثيقة لغة رقم النص الترابطي. عنوان الموقع من المكان هو عنوان لصفحة ويب مع الحاق «# اسم السمة».
عند ربط الوثائق من صفحة لغة رقم النص الترابطي على السمة «اسم» يمكن استبدالها مع الجملة التي تشير إلى رقم الصفحة أو عنصر آخر، على سبيل المثال الصفحة = [pageNo] -- «# = 386 صفحة».

### رابط السلوك في متصفحات الويب
متصفح الإنترنت أو متصفح وب عادة ما تُعرَض الوصلة الترابطية بطريقة مميزة، على سبيل المثال في لونا مختلفا، أو نمط الخط. سلوك ونمط الوصلات يمكن أن تكون محددة باستخدام لغة صفحات الطرز المتراصة (CSS).
في واجهة مستخدم رسومية، ظهور مؤشر الماوس على شكل اليد يشير إلى وجود وصلة. في معظم متصفحات الويب الرسومية، الوصلات يتم عرضها في النص المسطر زرقاء عندما لا يكون مؤقتا، ولكن النص المسطر الأرجواني عندما يكون مؤقتا. عندما يقوم المستخدم بتشغيل وصلة (على سبيل المثال عن طريق النقر عليه مع الماوس) سيعرض المتصفح هدف الوصلة. إذا كان الهدف هو ليس ملف لغة رقم النص الترابطي، اعتمادا على نوع الملف وعلى المتصفح والبرنامج المساعد، قد يكون تنشيط برنامج آخر لفتح الملف.
الكود يحتوي على بعض أو كل الخصائص الرئيسية الخمس على وجود صلة:
- وجهة الوصلة ("href"، مشيرا إلى رابط)
- تسمية الوصلة
- عنوان الوصلة
- الهدف الوصلة
- ربط الدرجة أو الوصلة معرف

على سبيل المثال: لترسيخ وجود صلة إلى الصفحة، أو تعليق، قد يستغرق هذا النموذج:
بعد النشر، وربط سلسلة معقدة تنخفض إلى ما يلي لتصور نموذجي في مستعرض ويب:
```
<
a
 
="
http:
//
example
.
com
/"
>
 Example
</
a
>

```

بعد النشر، وربط سلسلة معقدة تنخفض إلى ما يلي لتصور نموذجي في مستعرض ويب:
مثال:
هذا يساهم في بيئة نظيفة وسهلة لقراءة النص أو الوثيقة.
عند مرور المؤشر على وصلة، اعتمادا على متصفح أو واجهة المستخدم الرسومية، نص من المعلومات عن الوصلة يمكن أن تظهر:
- يظهر الإطار ليس بالطريقة العادية، ولكن بطريقة خاصة حيث انه يختفي عندما يبتعد المؤشر (وأحيانا فإنه يختفي بعد بضع ثوان، ويظهر عندما يكون المؤشر ابتعد ثم يعود).موزيلا فيرفكس، وإنترنت إكسبلورر، وأوبرا (متصفح ويب)، والكثير غيرها من متصفحات الويب وتظهر جميع عنوان الموقع.
- بالإضافة إلى ذلك، عنوان الموقع هو شائع يظهر في شريط الحالة.

عادة، سيتم فتح رابط في الإطار الحالي أو نافذة تركيب (الشبكة العالمية)، ولكن المواقع التي تستخدم الإطارات، ويمكن إضافة خاصة «الهدف» السمة لتحديد مكان الوصلة سيتم تحميلها. ويندوز ويمكن إعطاء الأسماء عند الإنشاء، وهذا الاسم المعرف يستخدم للرجوع لها في وقت لاحق في جلسة التصفح. إذا لم يكن الإطار الحالي له هذا الاسم، نافذة جديدة سيتم إنشاؤها باستخدام اسم المستخدم.
إنشاء نوافذ جديدة هو الاستخدام الأكثر شيوعا لخاصيه «السمة». من أجل منع إعادة الاستخدام النافذة، الأسماء المتاحه للنوافذ الخاصة هي «_فارغ» و«_جديد»، وسوف يؤدي هذا الفعل لتكوين نافذه جديدة. ومن الشائع أن نرى هذا النوع من الوصلة عندما يكون الموقع كبير ومرتبط بصفحة خارجية. الهدف في هذه الحالة هو ضمان أن تكون عملية تصفح الشخص لا يوجد بها أي تأييد من الموقع الحالي عن طريق ربط الموقع السابق. ومع ذلك، فإن هذه الخاصية يبالغ في استخدَمها أحيانا وأحيانا يمكن أن يسبب إنشاء العديد من النوافذ حتى أثناء تصفح موقع واحد فقط.
صفحة أخرى اسمها "_top"، والتي تسبب ابعاد أي اطار يظهر في النافذة الحالية بحيث يمكن الاستمرار في هذه النافذة حتى تنتهي.

## تاريخ الوصلة الترابطية
مصطلح «الوصلةالترابطية» صيغ في عام 1965 (أو ربما 1964) من قبل تيد نيلسون في بداية مشروع سانادو. التشبيه الأقرب لهذه العملية هو بناء قائمة من الصفحات المعلمة ذات الصلة ببعضها البعض ومن ثم تسمح للمستخدم أن يتنقل من خلال القائمة.
في سلسلة من الكتب والمقالات التي نشرت من عام 1964 إلى عام 1980، ونيلسون نقل مفهوم إليه المراجع المتقاطعه في سياق الكمبيوتر، وجعلها تنطبق على سلاسل نص معين بدلا من صفحات كاملة، عممها من اله محلية إلى نظرية شبكة الكمبيوتر في جميع أنحاء العالم، ودعا إلى إنشاء مثل هذه الشبكة، وفي الوقت نفسه، تعمل بشكل مستقل، فريق بقيادة دوجلاس إنجلبرت (مع جيف كمدير المبرمجين) كانوا أول من قام بتنفيذ مفهوم الوصلةالترابطية ضمن وثيقة واحدة (1966)، وبعد فترة وجيزة للربط بين الفقرات ضمن وثائق منفصلة (1968).
برنامج قاعدة بيانات هايبركارد انطلق في عام 1987 لأبل ماكنتوش ويسمح التوصيل بين أنواع مختلفة من الصفحات داخل المستند.

## المسائل القانونية
بينما التوصيل بين صفحات محتوى الإنترنت منذ فترة طويلة تعتبر سمة متأصلة في الإنترنت، وبعض المواقع قد اشتكت من ربط غير مسموح به من دون إذن.
في هولندا، على سبيل المثال، كارين كان في البداية متهم بالتعدي على حق المؤلف للوصلات، على الرغم من أن هذا القرار ألغي في عام 2003. المحاكم التي تنادي بذلك تمنع مجرد الوصلات ترابطيه التي تربط مواد غير مشروعة تكون عملا غير مشروع في حد ذاته، بغض النظر عما إذا كان الرجوع إلى مواد غير قانونية أمر غير قانوني. في عام 2004، تمت تبرئته من قبل هو جوزفين.
في عام 2000، رفع دعوى ضد الشركة البريطانية للاتصالات مدعيا التعدي على براءة الاختراع على وصلات الشبكة. بعد التقاضي، وجدت المحكمة أن شركة بريتيش تيليكوم في بندها لم تشمل براءة على وصلات شبكة الإنترنت.
في الولايات المتحدة، هناك تمييز بين مجرد ربط لشخص آخر على الإنترنت، وربط محتوى غير قانوني أو مخالف. العديد من المحاكم وجدت أن مجرد ربط لشخص آخر في موقع لم يتم التعدي على العلامات التجارية أو حق المؤلف. ولكن ربط محتوى غير قانوني أو المخالفة للمشاكل بما فيه الكفاية ويمكن أن يؤدي إلى المساءلة القانونية.

## وصلات خارجية
- الوصلات في HTML4 (w3org)‎
- محددات مواقع الويب (ietf.org)
- النسبية محددات مواقع الويب (ietf.org)
- تاريخ موجز للرابط الترابطي